# Christmas – Deluxe Edition
Christmas – Deluxe Edition är ett julalbum med Magnus Carlsson från 2009. Albumet släpptes den 18 november 2009 och innehåller 3 CD. Albumet innehåller singeln "Änglarnas tid".

## Låtlista
CD1: En ny jul: Special Edition
Ny utgåva av albumet En ny jul från 2001 denna utgåva innehåller även fyra bonuslåtar.
1. När en stjärna faller
2. Mitt vinterland
3. It May be Winter Outside
4. Happy X-Mas
5. Himmel i advent (No Ordinary World) ((Åsa Jinder spelar nyckelharpa))
6. Finns det mirakel (duett med Elisabeth Andreassen)
7. White Christmas
8. All I Want for Christmas is You
9. Änglarna i snön
10. Himlens alla stjärnor ser på
11. Christmas Time
12. Nu är julen här
13. Happy, Happy Year for us all (med Alcazar & Golden Hits-ensemblen)
14. It's Just another New Year's Eve
15. Bonus Track: My Grown-Up Christmas List
16. Bonus Track: Låt Julen Förkunna ("Happy X-mas (War Is Over)" Svensk Version)
17. Bonus Track: Jag Drömmer Om En Jul Hemma ("White Christmas" Svensk Version)
18. Bonus Track: It Is Christmas Night ("Nu Är Julen Här" Engelsk Version)

CD2: Spår I Snön: Special Edition
Ny utgåva av albumet Spår i snön från 2006 denna utgåva innehåller även sex bonuslåtar.
1. Jul igen
2. Himmel blå
3. Wrap Myself in Paper
4. Om jag stannar en stund
5. En riktig jul för oss (duett med Jessica Andersson)
6. Känn ingen oro
7. Faller ner på knä (On My Knees)
8. Julens tid är här (duett med Molly Sandén)
9. Wonderful Dreams (Holidays are Coming)
10. Välkommen hem
11. Undan vinden (duett med Barbro Svensson)
12. X-mas medley
  1. Feliz Navidad
  2. Last Christmas
  3. Santa Claus is Coming to Town
  4. Winter Wonderland
  5. Mistletoe and Wine
13. When You Wish upon a Star
14. Bonus Track: O helga natt
15. Bonus Track: On My Knees ("Faller Ner På Knä" Engelsk Version)
16. Bonus Track: Undan vinden (Magnus Soloversion)
17. Bonus Track: Nu tändas tusen juleljus
18. Bonus Track: Ser du stjärnan i det blå ("When You Wish Upon A Star" Svensk Version)
19. Bonus Track: Faller ner på knä (Soft Version)

CD3: Änglarnas tid
1. Änglarnas tid
2. Little Drummer Boy
3. Christmas With You
4. Ave Maria
5. Stilla tystnad
6. Gläns över sjö och strand
7. This Night (Änglarnas tid, engelsk version)

## Listplaceringar
| Lista (2009) | Topplacering |
| ------------ | ------------ |
| Sverige      | 14           |

### Fotnoter
1. ↑  ”Christmas”. Hitparad. http://hitparad.se/showitem.asp?interpret=Magnus+Carlsson&titel=Christmas&cat=a. Läst 2 november 2012.